# Julian Symons
Julian Gustave Symons, född den 30 maj 1912 i London, död den 19 november 1994 i Kent, var en engelsk kritiker, litteraturhistoriker och författare som skrev så kallade socialdeckare.
Han var yngre bror till författaren A.J.A. Symons.